# 宮崎棒牛鳥
宮崎棒牛鳥（Tegevajaro Miyazaki），是一家位於日本宮崎縣宮崎市，新富町及西都市的足球俱樂部，他們參加日本職業足球丙級聯賽。

## 簡介
俱樂部在1965年作為門川俱樂部誕生了。經過Andiamo門川1965，MSU FC等名字，2015年1月成為宮崎棒牛鳥。隊名“Tegevajaro”是由宮崎方言中意為「哇，很」的“（Tege）”，西班牙語中意為「牛」的“vaca”和「鳥」的“pájaro”的組合而成。
2018年，晉級日本足球聯賽，2020年亞軍後，從2021年開始加入日本職業足球聯賽。